# Antoni Duda-Dziewierz
Antoni Duda-Dziewierz (ur. 13 czerwca 1896 w Puszczy Mariańskiej, zm. 9 stycznia 1979) – polski działacz społeczny, państwowy i spółdzielczy, w latach 40. XX wieku przewodniczący Prezydiów Miejskiej Rady Narodowej w Elblągu i Wojewódzkiej Rady Narodowej w Gdańsku oraz wicewojewoda gdański, wieloletni dyrektor kierujący odbudową Muzeum – Zamku w Łańcucie.

## Życiorys
Urodził się jako ostatni, dwunasty syn w rodzinie Kazimierza (1852–1938), wiejskiego nauczyciela, i Leokadii z Szymanowskich (zm. 1945). Zdobył wykształcenie średnie. Od jesieni 1918 był żołnierzem 2 Pułku Ułanów, brał udział w walkach o Galicję w I wojnie światowej. W 1920 walczył w wojnie polsko-bolszewickiej. Od 1916 aktywny działacz Polskiej Partii Socjalistycznej. W latach 1918–1919 pracownik zarządu Miasta Stołecznego Warszawy, następnie w latach 1922–1929 Elektrowni Warszawskiej. W okresie międzywojennym zaangażowany w ruch spółdzielczy, od 1925 w Warszawskiej Spółdzielni Mieszkaniowej, gdzie był pierwszym administratorem Osiedla Żoliborz (1927–1936). Współzałożyciel Towarzystwa Lokatorów Spółdzielczych „Szklane Domy” i Spółdzielni Spożywców „Gospoda Spółdzielcza”, później od 1936 do 1938 administrator w Towarzystwie Osiedli Robotniczych (T.O.R.) na warszawskim Kole, usunięty ze stanowiska za lewicowe i antysanacyjne poglądy. Od maja 1939 dyrektor ds. administracyjnych szpitala Ubezpieczalni Społecznej przy ul. Kurkowej we Lwowie, przemianowanej na Szpital Wojenny nr 604. W 1939 aresztowany przez władze sowieckie. Osadzony przez NKWD w więzieniu na Brygidkach (czerwiec 1940 – 23 czerwca 1941).
Po powrocie do kraju jesienią 1941 zamieszkał w Górze Kalwarii, gdzie w czasie okupacji jako pracownik Zarządu Miejskiego w m. Warszawie, pełnił funkcję kierownika Schroniska dla Starców i Kalek (luty 1942 – styczeń 1945), udzielając schronienia m.in. działaczom RPPS. Wstąpił do Polskiej Partii Socjalistycznej (lubelskiej). W czerwcu 1945 skierowany przez Centralny Komitet Wykonawczy PPS do Elbląga, współdziałał w tworzeniu miejscowej organizacji partyjnej. Od 1 czerwca 1945 do 30 lipca 1946 kierował Prezydium Miejskiej Rady Narodowej w Elblągu. 2 czerwca 1946 powołany przez Radę Wojewódzką PPS na przewodniczącego Wojewódzkiego Komitetu Partii w Gdańsku, funkcję tę sprawował do września 1948. W okresie od 28 sierpnia 1946 do 25 maja 1950 zajmował stanowisko przewodniczącego Prezydium Gdańskiej Wojewódzkiej Rady Narodowej. Został ponadto pełnomocnikiem Wojewódzkim Rządu do Walki z Analfabetyzmem (do 18 lipca 1950), pełnił też funkcję wicewojewody gdańskiego. W grudniu 1948 uczestniczył w Kongresie Zjednoczeniowym, następnie wszedł w skład egzekutywy Komitetu Wojewódzkiego Polskiej Zjednoczonej Partii Robotniczej w Gdańsku. Pomiędzy lipcem 1950 a majem 1951 Dyrektor Okręgu Towarzystwa Przyjaciół Dzieci w Gdańsku, a w okresie od sierpnia 1951 do sierpnia 1952 zarządzał Państwowym Uzdrowiskiem w Świeradowie.
Od 1952 do przejścia na emeryturę w 1972 kierował Muzeum – Zamkiem w Łańcucie, który podczas jego kadencji został istotnie wyremontowany (m.in. wymiana dachu, stropów i posadzek, odgrzybienie murów, założenie centralnego ogrzewania, remont instalacji wodno-kanalizacyjnej, wzmocnienie murów fosy. Adaptacja budynków stajni, powozowni, oranżerii, zameczku romantycznego, utworzenie magazynu ikon i pracowni konserwatorskiej). Po pożarze Zamku w Malborku w 1960 pełnił funkcję pełnomocnika Ministra Kultury i Sztuki ds. jego odbudowy, a w latach 1963–1969 pełnomocnika ministra ds. zabezpieczenia i konserwacji Zamku w Krasiczynie. Ponadto w tym okresie zajmował się takimi zabytkami, jak: Muzeum Marii Konopnickiej w Żarnowcu, Pałac w Sieniawie oraz Pałac Lubomirskich w Przeworsku. 22 lipca 1971 otrzymał Nagrodę Ministra Kultury i Sztuki II stopnia za działalność w dziedzinie muzealnictwa, szczególnie w ochronie parków zabytkowych.
Będąc na emeryturze nadal działał społecznie – w Towarzystwie Przyjaciół Warszawy (wiceprezes Zarządu Głównego do 10 maja 1976), w Komitecie Odbudowy Zamku Królewskiego, w Komitecie Ochrony Starych Cmentarzy, w Radzie Programowej Muzealnictwa (od lutego 1973), w Polskim Komitecie Narodowym Międzynarodowej Rady Muzeów – PKN ICOM (od lutego 1973).
Zmarł 9 stycznia 1979. Pochowany na cmentarzu Powązkowskim w Warszawie (kwatera 254-4-7).

## Ordery i odznaczenia
Odznaczony między innymi:
- Złotym Krzyżem Zasługi – postanowieniem Prezydenta Rzeczypospolitej Polskiej dnia 19 września 1947[7] (legitymacja Nr 024343)
- Krzyżem Kawalerskim Orderu Odrodzenia Polski – przyznanym w dniu 22 lipca 1958, na mocy Uchwały Rady Państwa z dnia 3 lipca 1958 (legitymacja Nr C-26151)
- Orderem Sztandaru Pracy II klasy – przyznanym Uchwałą Rady Państwa z dnia 14 grudnia 1972 (legitymacja Nr 1655-72)
- Złotą Odznaką Odbudowy Warszawy – decyzją Komitetu Wykonawczego Naczelnej Rady Odbudowy m.st. Warszawy z dnia 1 czerwca 1948 (legitymacja Nr 1928)
- Złotą Odznaką „Za opiekę nad Zabytkami” przez Ministra Kultury i Sztuki PRL, z dnia 23 listopada 1964 (legitymacja Nr 26)
- Odznaką „Zasłużony Działacz Turystyki” przyznaną Uchwałą Głównego Komitetu Kultury Fizycznej i Turystyki 22 lipca 1965 (legitymacja Nr 312)
- Odznaką honorową „Zasłużony dla Województwa Rzeszowskiego” przyznaną przez Prezydium Wojewódzkiej Rady Narodowej w Rzeszowie 22 lipca 1966 (legitymacja Nr 11/31)
- Odznaką „Zasłużony Działacz Kultury” – przyznaną przez Ministra Kultury i Sztuki PRL dnia 10 maja 1970 (legitymacja Nr 5592)